# 국제 방송
국제 방송(國際放送, 영어: International Broadcasting)은 외국의 청취자를 목적으로 실시하는 방송을 말한다. 대부분의 국제 방송은 단파, 중파로 운영, 방송된다.
주로 국제 방송은 해외에 거주하는 자국민, 동포, 외국인 청취자들에 의해 방송 매체로 활용되고 있다.
대한민국의 국가급 국제 방송국으로는 1953년 8월 15일부터 설립된 KBS 월드라디오(KBS World Radio, 설립 당시 명칭은 "자유 대한의 소리")가 존재하며, 한국어, 영어, 중국어, 일본어, 프랑스어, 독일어, 스페인어, 러시아어, 아랍어, 인도네시아어, 베트남어의 11개 언어로 방송하고 있다.
구 동독에는 베를린 국제 방송이 있었으나 1990년 독일의 재통일과 함께 사라졌다.

## 같이 보기
- 단파 청취
- 중파
- 국영 방송